# خارو خیل پکه
خارو خیل پکه (به انگلیسی: Kharu Khel Pacca) یک شهرک در پاکستان است که در ناحیه لکی واقع شده‌است.